# 約廖堅區
約廖堅區是土庫曼斯坦馬雷州的一個區，行政中心位於約廖堅。

## 歷史
本區成立於1926年1月，是當時的土庫曼蘇維埃社會主義共和國馬雷區的一個地區。1926年8月，馬雷區被廢除，該區成為了土庫曼蘇維埃社會主義共和國的直接監督下的一個區。1939年11月，馬雷州成立，該區被劃歸馬雷州。1963年1月，馬雷州再次被廢除，該地區再度成為土庫曼蘇維埃社會主義共和國直屬的地區。1970年12月，馬雷州再度恢復，該地區再度回歸馬雷州。

## 經濟
本區亦是大气田南约洛坦气田的所在地，距離州府馬雷75公里，鄰近阿富汗邊境。2007年7月，中国石油公司与土库曼斯坦油气资源利用署等公司签署了土库曼斯坦阿姆河右岸天然气产品分成合同和中土天然气购销协议。2021年6月11日，土库曼斯坦总统库尔班古力·别尔德穆哈梅多夫宣布，该国已全部偿还了从中国贷款的数十亿美元。